# هیدیوکی ایشیدا
هیدیوکی ایشیدا (انگلیسی: Hideyuki Ishida؛ زادهٔ ۱۵ آوریل ۱۹۸۲) بازیکن فوتبال اهل ژاپن است.